# Stephen Thompson (cestista 1997)
Stephen Mark Thompson Jr., detto Stevie (Los Angeles, 23 marzo 1997), è un cestista statunitense con cittadinanza portoricana.

## Biografia
Suo padre, Stephen Thompson Sr., ha avuto due parentesi in NBA, rispettivamente con Orlando Magic e Sacramento Kings. Sua madre, di origine portoricana, è stata invece una giocatrice di pallavolo.. Anche il fratello Ethan è cestista.

## Carriera

### Club
A livello universitario, Stephen Thompson Jr. ha trascorso quattro anni presso la Oregon State University, dove il padre Stephen Sr. ricopriva il ruolo di assistente allenatore. Durante questo periodo, Stephen Jr. è diventato il giocatore con più triple realizzate (230) nella storia dell'ateneo, nonché il quarto miglior realizzatore con 1 767 punti all'attivo.
Scelto dai Wisconsin Herd al draft della G League, nel 2019-2020 ha disputato una partita in questa lega ma con la maglia di un'altra squadra, ovvero gli Erie BayHawks.
Il 1º agosto 2020 è diventato ufficialmente un nuovo giocatore della Stella Azzurra Roma, società che si apprestava a disputare la Serie A2 dopo aver acquisito in estate il titolo sportivo di Roseto. Con i capitolini, Thompson si mette in luce realizzando 20,8 punti a partita in regular season. La squadra ha poi chiuso la stagione conquistando la salvezza dopo le cinque gare di play-out contro San Severo, nelle quali Thompson ha segnato 21,6 punti di media.
Le prestazioni con il club romano gli sono valse la chiamata da parte della Pallacanestro Reggiana in Serie A, con cui ha firmato un contratto biennale con clausola di uscita bilaterale al termine della prima stagione. Alla sua prima annata nella massima serie italiana, Thompson ha viaggiato a 8,1 punti in 21,5 minuti di utilizzo medio, con un season high di 21 punti in occasione di gara 1 dei quarti di finale play-off contro l'Olimpia Milano. È sceso in campo anche in FIBA Europe Cup 2021-2022, competizione che ha visto i reggiani arrivare fino alle finali poi perse contro i turchi del Bahçeşehir.
Nell'estate 2022 ha giocato nel campionato portoricano con i Vaqueros de Bayamón.

### Nazionale
Le origini della madre gli hanno permesso di essere selezionabile per la nazionale portoricana, con cui ha debuttato nel 2022.